# Österreichische Alpine Skimeisterschaften 1979
Die Österreichischen Alpinen Skimeisterschaften 1979 fanden vom 12. bis zum 19. Februar in Bad Gastein statt.

## Herren

### Abfahrt
| Platz | Name              | Zeit        |
| ----- | ----------------- | ----------- |
| 01    | Harti Weirather   | 1:50,15 min |
| 02    | Uli Spieß         | 1:50,62 min |
| 03    | Werner Grissmann  | 1:50,84 min |
| 04    | Peter Wirnsberger | 1:50,90 min |
| 05    | Ernst Winkler     | 1:51,05 min |
| 06    | Franz Klammer     | 1:51,26 min |

Datum: 19. Februar 1979

Ort: Bad Gastein

Piste: Graukogel

Streckenlänge: 2890 m
Die Herrenabfahrt wurde bereits am Vortag, unmittelbar nach der um drei Stunden verschobenen Damenabfahrt, gestartet. Wegen dichten Nebels musste die Konkurrenz jedoch nach 30 Läufern abgebrochen werden. Zu diesem Zeitpunkt führte Harti Weirather vor Franz Klammer und Peter Wirnsberger. Die Abfahrt wurde am nächsten Tag wiederholt, Weirather gewann erneut.

### Riesenslalom
| Platz | Name                | Zeit        |
| ----- | ------------------- | ----------- |
| 1     | Christian Orlainsky | 2:26,11 min |
| 2     | Hans Enn            | 2:26,38 min |
| 3     | Leonhard Stock      | 2:27,01 min |
| 4     | Alfred Steger       | 2:27,29 min |
| 5     | Hannes Spiss        | 2:27,42 min |
| 6     | Manfred Brunner     | 2:27,45 min |

Datum: 14. Februar 1979

Ort: Bad Gastein

### Slalom
| Platz | Name                  | Zeit        |
| ----- | --------------------- | ----------- |
| 1     | Franz Gruber          | 1:35,36 min |
| 2     | Leonhard Stock        | 1:35,78 min |
| 3     | Anton Steiner         | 1:36,07 min |
| 4     | Ewald Zirbisegger     | 1:36,41 min |
| 5     | Marc Girardelli (LUX) | 1:36,51 min |
| 6     | Wolfram Ortner        | 1:36,59 min |

Datum: 13. Februar 1979

Ort: Bad Gastein

Piste: Graukogel

### Kombination
Die Kombination setzt sich aus den Ergebnissen von Slalom, Riesenslalom und Abfahrt zusammen.
| Platz | Name              | Punkte |
| ----- | ----------------- | ------ |
| 01    | Jörg Wirnsberger  | 55,65  |
| 02    | Hans Kirchgasser  | 64,55  |
| 03    | Alfred Steger     | 68,03  |
| 04    | Peter Wirnsberger | 73,41  |
| 05    | Uli Spieß         | 73,52  |
| 06    | Hans Kindl        | 78,63  |

## Damen

### Abfahrt
| Platz | Name                 | Zeit        |
| ----- | -------------------- | ----------- |
| 01    | Cornelia Pröll       | 1:26,63 min |
| 02    | Edith Peter          | 1:27,58 min |
| 03    | Martina Ellmer       | 1:27,82 min |
| 04    | Irmgard Lukasser     | 1:28,63 min |
| 05    | Elisabeth Kraml      | 1:28,97 min |
| 06    | Brigitte Habersatter | 1:29,12 min |

Datum: 18. Februar 1979

Ort: Bad Gastein

Piste: Graukogel
Der Start musste wegen Schneefall und Nebel von 9:30 Uhr auf ca. 12:30 Uhr verschoben werden.

### Riesenslalom
| Platz | Name                  | Zeit        |
| ----- | --------------------- | ----------- |
| 1     | Annemarie Moser-Pröll | 2:16,01 min |
| 2     | Regina Sackl          | 2:16,28 min |
| 3     | Lea Sölkner           | 2:16,86 min |
| 4     | Erika Gfrerer         | 2:17,97 min |
| 5     | Monika Kaserer        | 2:18,81 min |
| 6     | Gerlinde Strixner     | 2:19,13 min |

Datum: 13./14. Februar 1979

Ort: Bad Gastein

### Slalom
| Platz | Name                  | Zeit        |
| ----- | --------------------- | ----------- |
| 1     | Annemarie Moser-Pröll | 1:36,04 min |
| 2     | Monika Kaserer        | 1:37,22 min |
| 3     | Lea Sölkner           | 1:38,34 min |
| 4     | Elisabeth Kraml       | 1:38,99 min |
| 5     | Anni Kronbichler      | 1:39,90 min |
| 6     | Claudia Zoitl         | 1:40,64 min |

Datum: 12. Februar 1979

Ort: Bad Gastein

Piste: Reichebenhang, Graukogel

### Kombination
Die Kombination setzt sich aus den Ergebnissen von Slalom, Riesenslalom und Abfahrt zusammen.
| Platz | Name            |
| ----- | --------------- |
| 1     | Elisabeth Kraml |
| 2     | Martina Ellmer  |
| 3     | Edith Lindner   |